# Charline Mathias
Charline Kyra C. Mathias (23 maggio 1992) è una mezzofondista lussemburghese.

## Record nazionali

### Outdoor
- 800 metri piani: 2'00"35 ( Heusden-Zolder, 21 luglio 2018)
- 1500 metri piani: 4'12"57 ( Oordegem, 27 maggio 2017)

### Indoor
- 400 metri piani: 55"80 ( Kirchberg, 16 gennaio 2010)
- 800 metri piani: 2'04"32 ( Metz, 12 febbraio 2017)
- 1500 metri piani: 4'15"83 ( Kirchberg, 3 febbraio 2018)
- 3000 metri piani: 9'29"40 ( Saarbrücken, 28 gennaio 2017)

## Palmarès
| Anno | Manifestazione                           | Sede            | Evento       | Risultato  | Prestazione | Note                                     |
| ---- | ---------------------------------------- | --------------- | ------------ | ---------- | ----------- | ---------------------------------------- |
| 2009 | Giochi dei piccoli stati europei         | Nicosia         | 800 m piani  | Bronzo     | 2'13"65     |                                          |
| 2009 | Giochi dei piccoli stati europei         | Nicosia         | 4x400 m      | Oro        | 3'49"07     |                                          |
| 2009 | Europei a squadre                        | Sarajevo        | 400 m piani  | Bronzo     | 56"51       |                                          |
| 2009 | Europei a squadre                        | Sarajevo        | 4x400 m      | Argento    | 3'46"69     | Record nazionale                         |
| 2009 | Mondiali allievi                         | Bressanone      | 800 m piani  | Semifinale | 2'10"16     |                                          |
| 2009 | Festival olimpico della gioventù europea | Tampere         | 800 m piani  | 6ª         | 2'10"87     |                                          |
| 2009 | Gymnasiadi                               | Doha            | 400 m piani  | Argento    | 55"88       |                                          |
| 2010 | Mondiali juniores                        | Moncton         | 800 m piani  | Semifinale | 2'09"73     |                                          |
| 2013 | Giochi dei piccoli stati europei         | Lussemburgo     | 400 m piani  | Argento    | 54"93       |                                          |
| 2013 | Giochi dei piccoli stati europei         | Lussemburgo     | 800 m piani  | Argento    | 2'05"80     |                                          |
| 2013 | Giochi dei piccoli stati europei         | Lussemburgo     | 4x400 m      | Argento    | 3'44"38     |                                          |
| 2013 | Europei a squadre                        | Banská Bystrica | 800 m piani  | Bronzo     | 2'08"18     |                                          |
| 2013 | Europei under 23                         | Tampere         | 800 m piani  | Batteria   | 2'07"40     |                                          |
| 2013 | Giochi della Francofonia                 | Nizza           | 800 m piani  | Batteria   | 56"56       |                                          |
| 2013 | Giochi della Francofonia                 | Nizza           | 4x400 m      | 5ª         | 3'49"54     |                                          |
| 2014 | Europei a squadre                        | Tbilisi         | 800 m piani  | Bronzo     | 2'05"96     |                                          |
| 2014 | Europei                                  | Zurigo          | 800 m piani  | Batteria   | 2'03"43     |                                          |
| 2015 | Europei a squadre                        | Baku            | 800 m piani  | Oro        | 2'01"77     |                                          |
| 2015 | Mondiali                                 | Pechino         | 800 m piani  | Batteria   | 2'01"36     |                                          |
| 2015 | Giochi dei piccoli stati europei         | Reykjavík       | 800 m piani  | Oro        | 2'08"61     |                                          |
| 2015 | Giochi dei piccoli stati europei         | Reykjavík       | 4x400 m      | Bronzo     | 3'50"04     |                                          |
| 2016 | Giochi olimpici                          | Rio de Janeiro  | 800 m piani  | Batteria   | 2'09"30     |                                          |
| 2017 | Europei a squadre                        | Marsa           | 800 m piani  | Oro        | 2'07"81     |                                          |
| 2017 | Europei a squadre                        | Marsa           | 4x400 m      | Oro        | 3'50"22     |                                          |
| 2017 | Europei indoor                           | Belgrado        | 800 m piani  | Semifinale | 2'05"93     |                                          |
| 2017 | Giochi dei piccoli stati europei         | Serravalle      | 1500 m piani | Oro        | 4'21"59     |                                          |
| 2017 | Universiadi                              | Taipei          | 800 m piani  | Semifinale | 2'03"59     |                                          |
| 2017 | Universiadi                              | Taipei          | 1500 m piani | 8ª         | 4'22"38     |                                          |
| 2018 | Europei                                  | Berlino         | 800 m piani  | Semifinale | 2'02"01     |                                          |
| 2019 | Europei indoor                           | Glasgow         | 800 m piani  | Batteria   | 2'04"73     |                                          |
| 2019 | Giochi dei piccoli stati europei         | Antivari        | 800 m piani  | Oro        | 2'07"78     |                                          |
| 2019 | Giochi dei piccoli stati europei         | Antivari        | 4x400 m      | Argento    | 3'51"34     |                                          |
| 2024 | Europei                                  | Roma            | 800 m piani  | Semifinale | 2'00"78     | Miglior prestazione personale stagionale |